# Karen León
Karen Isabel León Esteves (ur. 30 listopada 1997) – wenezuelska judoczka. Olimpijka z Tokio 2020, gdzie zajęła siedemnaste miejsce w wadze półciężkiej.
Uczestniczka mistrzostw świata w 2017, 2018, 2019 i 2021. Startowała w Pucharze Świata w 2018 i 2021. Piąta na igrzyskach panamerykańskich w 2019. Brązowa medalistka igrzysk Ameryki Południowej w 2018. Wicemistrzyni igrzysk Ameryki Środkowej i Karaibów w 2014 i 2018. Wygrała igrzyska boliwaryjskie w 2017. Zdobyła cztery medale mistrzostw panamerykańskich w latach 2018 – 2022. Wygrała mistrzostwa Ameryki Południowej w 2018 roku.
Chorąży reprezentacji w na ceremonii otwarcia igrzysk w 2020 roku.

## Letnie Igrzyska Olimpijskie 2020
| Konkurencja | Eliminacje               | Klas. końcowa |
| Konkurencja | Przeciwnik I             | Miejsce       |
| ----------- | ------------------------ | ------------- |
| 78 kg       | Patrícia Sampaio (POR) P | 17.           |